# Хандога Тимофій Прокопович
Тимофій Прокопович Хандога (22 червня 1909, Бондарівка — 28 грудня 2004) — радянський офіцер, Герой Радянського Союзу, в роки німецько-радянської війни начальник штабу 269-го окремого саперного батальйону 12-ї армії Південно-Західного фронту, капітан.

## Біографія
Народився 22 червня 1909 року в селі Бондарівці (нині Сосницького району Чернігівської області) в селянській родині. Українець. Член ВКП(б) з 1944 року. У 1934 році закінчив санітарно-технічний факультет Київського інженерно-будівельного інституту. Працював інженером на верстатобудівному заводі в Києві.
У 1941 році призваний до лав Червоної Армії. У боях німецько-радянської війни з червня 1941 року. Служив на Південно-Західному фронті армії СССР.
26 вересня 1943 року капітан Т. П. Хандога в районі села Петро-Свистунового південь від Дніпропетровська переправився з батальйоном на поромах через Дніпро і з ходу повів інженерні роти на штурм переднього краю оборони противника. Батальйон захопив і протягом двох діб утримував плацдарм.

Могила Тимофія Хандоги

Указом Президії Верховної Ради СРСР від 19 березня 1944 року за мужність і героїзм, проявлені при форсуванні Дніпра і утриманні плацдарму, капітану Хандозі Тимофію Прокоповичу присвоєно звання Героя Радянського Союзу з врученням ордена Леніна і медалі «Золота Зірка» (№ 1943).
З жовтня 1945 року майор Т. П. Хандога — у відставці. Працював начальником управління в Міністерстві комунального господарства УРСР. Був фахівцем газової промисловості, багато років представляв Україну в ООН у справах газифікації та газопостачання. Жив у Києві.
Помер у 95-річному віці 28 грудня 2004 року. Похований разом з дружиною на Байковому кладовищі в Києві (ділянка № 49б, 50°25′3.10″ пн. ш. 30°30′3.03″ сх. д. / 50.4175278° пн. ш. 30.5008417° сх. д.).

Меморіальна таблиця на будинку, де проживав Тимофій Хандога

## Нагороди
Нагороджений орденом Леніна, двома орденами Вітчизняної війни 1-го ступеня, орденами Вітчизняної війни 2-го ступеня, Червоної Зірки, Трудового Червоного Прапора, медалями.

## Пам'ять
У Києві на будинку на бульвару Лесі Українки, 14, в якому з 1965 по 2004 рік мешкав Тимофій Хандога, в 2009 році встановлена гранітна меморіальна таблиця.